# Bartoszowa Polana
Bartoszowa Polana – przysiółek wsi Kiczory w Polsce położony w województwie małopolskim, w powiecie nowotarskim, w gminie Lipnica Wielka.
W latach 1975–1998 miejscowość administracyjnie należała do województwa nowosądeckiego.